# Antonio Pavić
Antonio Pavić (Frankfurt na Majni, 18. studenog 1994.) bivši je hrvatski nogometaš koji je igrao na poziciji lijevog beka.
Za pulsku momčad je Pavić debitirao u veljači 2017. u pobjedi nad Lokomotivom na domaćem terenu.

## Vanjske poveznice
- Profil, Hrvatski nogometni savez
- Profil, Transfermarkt (engl.)